# مسابقه طراحی معماری

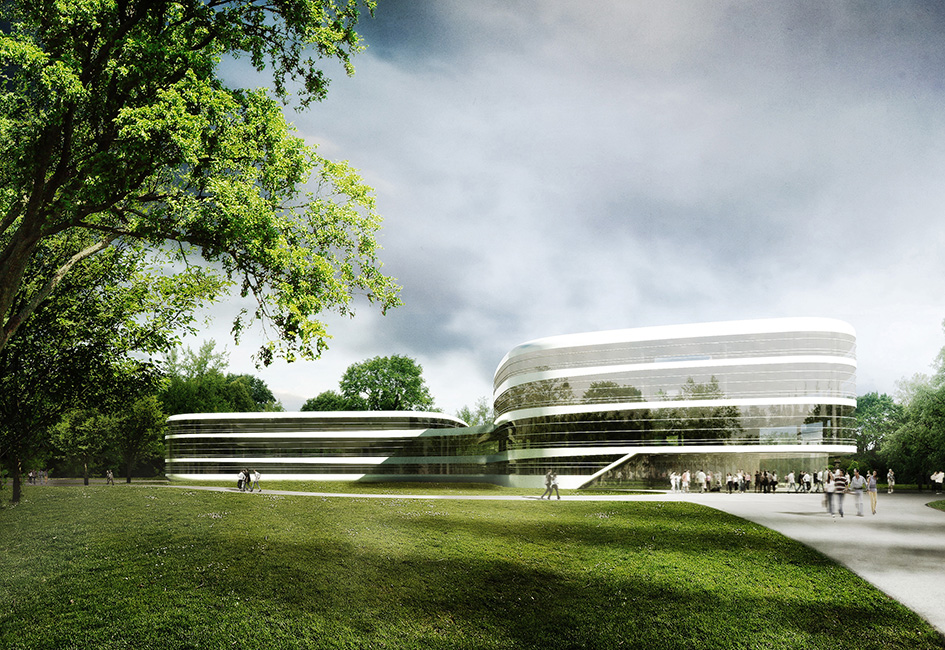
مسابقه طراحی معماری

مسابقه طراحی معماری نوعی از رقابت است که در آن یک سازمان که قصد ساخت ساختمان جدیدی دارد از معماران برای ارائه یک طرح پیشنهادی دعوت می‌کند. طرح برنده معمولاً توسط یک هیئت مستقل از طراحان حرفه‌ای و سهامداران (از جمله دولت و نمایندگان محلی) انتخاب می‌شود. این فرایند اغلب برای تولید ایده‌های جدید برای طراحی ساختمان مورد استفاده قرار می‌گیرد. مسابقات معماری اغلب برای ساختمان‌های عمومی مورد استفاده قرار می‌گیرد. دستیابی به جایزه اول ساخت پروژه را تضمین نمی‌کند.